# 自己免疫
自己免疫（じこめんえき、英: autoimmunity）とは、生物が自身の健康な細胞、組織、およびその他の体の正常な構成要素に対して免疫応答を起こすシステムである。このような異常な免疫応答に起因する疾患は「自己免疫疾患」と呼ばれる。顕著な例としては、セリアック病、感染後過敏性腸症候群、1型糖尿病、ヘノッホ・シェーンライン紫斑病（HSP）サルコイドーシス、全身性エリテマトーデス（SLE）、シェーグレン症候群、好酸球性多発血管炎性肉芽腫症、橋本甲状腺炎、バセドウ病（グレーブス病）、特発性血小板減少性紫斑病、アジソン病、関節リウマチ（RA）、強直性脊椎炎、多発性筋炎（PM）、皮膚筋炎（DM）、多発性硬化症（MS）があげられる。自己免疫疾患は、ステロイドで治療されることが非常に多い。
自己免疫とは、自己タンパク質に反応する抗体やT細胞の存在を意味し、正常な健康状態であってもすべての人に存在する。自己反応性が組織の損傷につながる場合、自己免疫疾患を引き起こす原因となりうる。

## 歴史
19世紀後半には、免疫系は自分の体の組織に対して反応できないと考えられていた。20世紀に入って、パウル・エールリヒが「自己中毒忌避説（horror autotoxicus）」という概念を提唱した。エールリヒは、後に、自己免疫による組織攻撃の可能性を認めながらも、特定の生得的な（本来備わる）防御機構によって自己免疫応答が異常になることを防止できると考え、理論を修正した。
1904年、発作性寒冷ヘモグロビン尿症の患者の血清中に赤血球と反応する物質が発見され、この理論は異議を唱えられた。その後の数十年の間に、多くの疾患が自己免疫応答と関連付けらてきた。しかし、エールリヒの仮説が権威を誇ってきたことから、これらの知見の理解が妨げられていた。免疫学は、臨床的な学問というより生化学的な学問分野となった。1950年代までに、自己抗体や自己免疫疾患に関する現代的な理解が広まってきた。
最近では、自己免疫応答は脊椎動物の免疫系に不可欠な要素であることが認められるようになった（「自然自己免疫」と呼ばれることもある）。自己免疫（autoimmunity）と同種免疫（alloimmunity）を混同してはならない。

## 低レベルの自己免疫
高レベルの自己免疫は健康に有害であるが、低レベルの自己免疫は実際に有益な場合がある。自己免疫には有益な因子があるという経験をさらに突き進めると、自己免疫が哺乳類がいつまでも生き残るための自己防衛機構であることを証明するという意図で、仮説を立てることができるかもしれない。システムが無作為に自己と非自己を区別する能力を失ったわけではなく、自己の細胞への攻撃は、血液化学を恒常的に維持するために必要な代謝プロセスが循環した結果かもしれない。第二に、自己免疫は、外来抗原の利用可能性が免疫応答を制限している感染の初期段階で（すなわち、病原体がほとんど存在しない場合）、迅速な免疫応答を可能にする役割を果たしているかもしれない。Stefanovaらの研究（2002年）では、1種類のMHCクラスII分子（H-2b）を発現するマウスに抗MHCクラスII抗体を注射し、CD4+T細胞とMHCの相互作用を一時的に阻害した。抗MHC抗体投与から36時間後、これらのマウスから回収したナイーブCD4+T細胞（非自己抗原に遭遇したことのない細胞）は、ZAP70リン酸化、増殖、およびインターロイキン-2産生によって決定されるように、ハトシトクロムcペプチド抗原に対する応答性の低下を示した。このように、Stefanovaらは（2002年）、外来抗原が存在しない場合でも、自己MHCの認識（強すぎる場合、自己免疫疾患の原因となりうる）がCD4+T細胞の応答性を支持することを実証した。

## 免疫寛容
ニューヨークのノエル・ローズとエルンスト・ウィテブスキー、ロンドン大学のロイットとドニアックによる先駆的な研究により、少なくとも抗体産生B細胞（Bリンパ球）に関しては、関節リウマチや甲状腺中毒症などの疾患は、免疫寛容（「非自己」に反応する一方で「自己」を無視する個人の能力）の喪失と関連しているという明確な証拠が示された。この破綻により、免疫系は、自己決定因子に対して効果的かつ特異的な免疫応答を始めるようになる。免疫寛容の正確な起源はまだ解明されていないが、20世紀半ば以降、その起源を説明するために、いくつかの理論が提案されてきた。
免疫学者の間では、3つの仮説が広く注目されている。
- クローン削除理論（英語版）は、バーネットにより提唱され、自己反応性リンパ系細胞が、個体の免疫系の発達過程で破壊されるというものである。フランク・バーネットとピーター・メダワーは、「後天的免疫寛容の発見」により、1960年のノーベル生理学・医学賞を受賞した。
- クローン・アネルギー理論は、ノッサル（英語版）によって提案され、自己反応性のT細胞やB細胞が正常な個体では不活性化され、免疫応答を増幅することができないというものである[8]。
- イディオタイプネットワーク理論は、イェルネによって提案され、自己反応性抗体を中和できる抗体のネットワークが体内に自然に存在するというものである[9]。

さらに、他の2つの理論に対する研究が一心に取り組まれている。
- クローン無視理論：胸腺に存在しない自己反応性T細胞が成熟して末梢に移動する時、適切な抗原と遭遇できない（到達不能の組織のため）。したがって、破壊を免れた自己反応性B細胞は、抗原または特定のヘルパーT細胞を見つけることができないという理論である[10][訳語疑問点]。
- 抑制因子集団理論または制御性T細胞理論は、制御性T細胞（一般的にはCD4+FoxP3+細胞など）が、免疫系における自己攻撃的な免疫応答を防止、ダウンレギュレート、または制限するように作用する。

また、寛容は「中枢性」寛容と「末梢性」寛容に区別することができ、これは上述したチェック機構が中枢リンパ器官（胸腺および骨髄）で働くか、末梢リンパ器官（リンパ節、脾臓など、自己反応性B細胞が破壊される可能性がある）で働くかによって決まる。これらの理論は相互に排他的ではなく、これらの機構のすべてが脊椎動物の免疫寛容に積極的に貢献していることを示唆する証拠が増えていることを強調しておく必要がある。
ヒトの自然発生的な自己免疫において認められる寛容性の喪失については、そのほとんどがBリンパ球によって生じる自己抗体応答に限定されているという不可解な特徴がある。T細胞による寛容性の喪失を証明することは非常に困難であり、異常なT細胞応答を示す証拠がある場合、それは通常、自己抗体によって認識される抗原に対するものではない。したがって、関節リウマチでは、IgG Fcに対する自己抗体が存在するが、対応するT細胞応答は明らかに見られない。全身性エリテマトーデスでは、DNAに対する自己抗体があるがT細胞応答を引き起こすことはできず、また、T細胞応答に関する限られた証拠は、核タンパク質抗原を示唆している。セリアック病では、組織トランスグルタミナーゼに対する自己抗体があるが、T細胞応答は外来タンパク質のグリアジンに対するものである。このような違いから、ヒトの自己免疫疾患は、ほとんどの場合（1型糖尿病などの例外を除いて）、外来抗原に対する正常なT細胞応答をさまざまな異常な方法で利用しているB細胞寛容性の喪失に基づいていると考えられている。

## 免疫不全と自己免疫
免疫不全症候群の中には、臨床的にも検査的にも自己免疫の特徴を示すものが多数ある。これらの患者は、感染症を排除する免疫系の能力が低下しているため、恒常的な免疫系の活性化によって自己免疫を引き起こす原因となる可能性がある。
たとえば、炎症性腸疾患、自己免疫性血小板減少症、自己免疫性甲状腺疾患など、複数の自己免疫疾患が見られる分類不能型免疫不全症（CVID、一般的な可変免疫不全症）が一例である。
別の例として、常染色体劣性の原発性免疫不全症である家族性血球貪食症候群がある。このような人には、汎血球減少、発疹、リンパ節腫脹、肝臓や脾臓の肥大がよく見られる。パーフォリン欠乏による未処理のウイルス感染が複数存在することが原因と考えられている。
X連鎖無ガンマグロブリン血症（XLA）では、慢性および（または）再発性の感染症に加えて、関節炎、自己免疫性溶血性貧血、強皮症、および1型糖尿病などの多くの自己免疫疾患が見られる。また、慢性肉芽腫症（CGD、 (英語版) ）でも、細菌や真菌の反復感染や、腸や肺に慢性的な炎症が見られる。CGDは、好中球によるニコチンアミドアデニンジヌクレオチドリン酸（NADPH）オキシダーゼの産生低下によって発症する。RAG低型変異は、正中線肉芽腫症（多発血管炎性肉芽腫症およびNK/T細胞リンパ腫の患者によく見られる自己免疫疾患）の患者に見られる。
また、ウィスコット・アルドリッチ症候群（WAS）の患者も、湿疹、自己免疫症状、再発性細菌感染症、リンパ腫を示す。
自己免疫性多腺性内分泌不全症・カンジダ症・外胚葉ジストロフィー（APECED）では、臓器特異的な自己免疫症状（副甲状腺機能低下症や副腎皮質機能不全など）や慢性皮膚粘膜カンジダ症など、自己免疫と感染症が共存する。
最後に、IgA欠損症は、自己免疫やアトピー性現象の発症と関連することもある。

## 遺伝的要因
遺伝的に自己免疫疾患を発症しやすい人がいる。この感受性は、複数の遺伝子とその他の危険因子が関連している。遺伝的に素因がある人が、必ずしも自己免疫疾患を発症するとは限らない。
多くの自己免疫疾患では、3つの主要な遺伝子が疑われている。これらの遺伝子は次に関連している。
- 免疫グロブリン
- T細胞受容体
- 主要組織適合性複合体（MHC）

最初の2つの遺伝子は、抗原の認識に関与しており、本質的に可変で、組み換えの影響を受けやすい。これらの変異により、免疫系は非常に多種多様な侵入者に対応することを可能にするが、自己反応性を持つリンパ球が生まれる可能性もある。
- HLA DR2は、全身性エリテマトーデス、ナルコレプシー[13]、多発性硬化症と強い正の相関があり、1型糖尿病とは負の相関がある。
- HLA DR3は、シェーグレン症候群、重症筋無力症、SLE、および1型糖尿病と強い相関がある。
- HLA DR4は、関節リウマチ、1型糖尿病、尋常性天疱瘡の発症と相関している。

MHCクラスI分子との相関関係はほとんどない。最も代表的で一貫しているのは、HLA B27と強直性脊椎炎や反応性関節炎などの脊椎関節症との関連である。クラスII MHCプロモーター内の多型と自己免疫疾患との間には相関関係があるかもしれない。
MHC複合体以外の遺伝子の寄与については、疾患の動物モデル（Linda WickerによるNODマウスの糖尿病に関する広範な遺伝学的研究）や、患者（Brian Kotzinによるエリテマトーデス（SLE、英語版）感受性の連鎖分析）において、依然として研究の対象となっている。
最近では、PTPN22は、1型糖尿病、関節リウマチ、全身性エリテマトーデス、橋本甲状腺炎、バセドウ病、アジソン病、重症筋無力症、白斑、全身性硬化症、若年性全身性強皮症、ライテル症候群、若年性特発性関節炎、乾癬性関節炎など複数の自己免疫疾患と関連している。

## 性別
| 自己免疫疾患における 女性/男性の発生数の比 | 自己免疫疾患における 女性/男性の発生数の比 |
| ------------------------------------------ | ------------------------------------------ |
| 橋本甲状腺炎                               | 10:1                                       |
| バセドウ病（グレーブス病）                 | 7:1                                        |
| 多発性硬化症 (MS)                          | 2:1                                        |
| 重症筋無力症                               | 2:1                                        |
| 全身性エリテマトーデス (SLE)               | 9:1                                        |
| 関節リウマチ                               | 5:2                                        |
| 原発性硬化性胆管炎                         | 1:2                                        |

自己免疫疾患の発症にはヒトの性別も何らかの役割を果たしている可能性を示す証拠があり、ほとんどの自己免疫疾患は性関連である（表を参照）。男性が女性と同じかそれ以上に発症しやすい自己免疫疾患には、強直性脊椎炎、1型糖尿病、多発血管炎性肉芽腫症、クローン病、原発性硬化性胆管炎、乾癬などがある。
自己免疫における性別役割の理由はさまざまである。一般に、女性は男性に比べて、免疫系を誘発したときに大きな炎症反応を起こし、自己免疫のリスクが高まる。性ステロイドの関与は、多くの自己免疫疾患が、たとえば妊娠中、月経周期中、経口避妊薬の使用時など、ホルモンの変化に応じて変動する傾向があることで示される。また、妊娠歴があると、自己免疫疾患のリスクが持続的に高まるようである。妊娠中に母親と子供の間でわずかであるが直接に細胞交換されることで、自己免疫が誘発されることが示唆されている。これは、ジェンダーバランスを女性の方向に傾けることになる。
別の理論では、女性が自己免疫疾患になりやすいのは、不均衡なX染色体不活性化によるものであることを示唆している。プリンストン大学の Jeff Stewart によって提案されたX染色体不活化の偏り理論は、最近（2008年）、強皮症や自己免疫性甲状腺炎で実験的に確認されている。他にも複雑なX連鎖遺伝的感受性機構が提案され、研究が進められている。

## 環境要因

### 感染症と寄生虫
感染症と自己免疫疾患の間には、興味深い逆相関が存在する。複数の感染症が流行している地域では、自己免疫疾患はめったに見られない。その逆は、ある程度は当てはまるようである。衛生仮説では、これらの相関関係は病原体の免疫操作戦略に起因すると考えている。このような観察結果は、偽りとか効果がないとかさまざまに言われているが、いくつかの研究によると、寄生虫感染は自己免疫疾患の活動性低下と関連している。
その機構は、寄生虫が自分自身を守るために、宿主の免疫応答を弱めていると推定されている。このことは、自己免疫疾患に苦しむ宿主に、偶然の利益をもたらす可能性がある。寄生虫による免疫調節の詳細はまだわかっていないが、抗炎症剤の分泌や宿主の免疫シグナルへの干渉が考えられる。
逆説的な観察として、ある種の微生物が自己免疫疾患と強く関連していることがあげられる。たとえば、肺炎桿菌（Klebsiella pneumoniae）は強直性脊椎炎と、コクサッキーウイルスB（coxsackievirus B）は1型糖尿病と、それぞれ強く相関している。これは、感染生物がBリンパ球を多クローン性活性化するスーパー抗原を産生し、さまざまな特異性の抗体を大量に産生する傾向があり、その一部は自己反応性である可能性があると説明されている（後述）。

### 化学物質および薬物
ある種の化学物質や薬物は、自己免疫疾患の発症や、自己免疫疾患を疑わせる症状に関連することがある。これらのうち最も顕著な例は、薬剤誘発性エリテマトーデスである 。通常、問題のある薬物を中止すると患者の症状が治まる。
現在、喫煙は、関節リウマチの発症および重症化の主要な危険因子として確立されている。喫煙の影響は、シトルリン化ペプチドに対する抗体の存在と相関していることから、これはタンパク質の異常なシトルリン化に関連しているかもしれない。

## 自己免疫の病因
自己免疫疾患の病因には、遺伝的素因と環境調節を背景に、いくつかの機構が作用していると考えられている。これらの機構の一つ一つを余すところなく説明することは本稿の範囲を超えるため、重要な機構のいくつかを要約して説明した。
- T細胞バイパス - 正常な免疫系では、B細胞が形質細胞（プラズマB細胞）に分化し、その後大量の抗体を産生する前に、T細胞によるB細胞の活性化が必要である。T細胞のこの必要条件は、スーパー抗原を産生する生物の感染などでまれに回避されることがあり、これはスーパー抗原が多クローン性B細胞活性化（英語版）やT細胞活性化さえ開始できるためである（T細胞受容体のβサブユニットに非特異的に直接結合する）。
- T細胞-B細胞間の不調和 - 正常な免疫応答は、同じ抗原に対するB細胞とT細胞の反応を伴うと想定される。たとえ、B細胞およびT細胞が抗原を認識する方法が全く異なることを知っている場合でも（B細胞は分子の表面上の立体構造を認識し、T細胞はタンパク質の前処理されたペプチド断片を認識する）。しかし、このことを必要とするものは私たちが知る限り何もない。必要なのは、抗原Xを認識したB細胞が、想定外のタンパク質Y（通常はX）をエンドサイトーシスで処理し、それをT細胞に提示することである。RoosnekとLanzavecchiaは、IgG Fcを認識したB細胞が、免疫複合体（抗原と抗体からなる分子）の一部としてB細胞によってIgGと共エンドサイトーシスされた抗原に応答した任意のT細胞から助けを得られたことを示した。セリアック病では、組織トランスグルタミンを認識するB細胞が、グリアジンを認識するT細胞の助けを得ていると考えられる。
- B細胞受容体を介したフィードバックの異常 - ヒトの自己免疫疾患の特徴は、その大部分が少数の抗原群に限定されていることであり、その中には免疫応答におけるシグナル伝達の役割が知られているものがいくつかある（DNA、C1q、IgG Fc、Ro、Con. A受容体、ピーナッツアグルチニン受容体（PNAR））。この事実から、特定の抗原に抗体が結合すると、膜結合リガンドを介して親B細胞に異常なシグナルがフィードバックされ、自然発症的な自己免疫が生じるのではないかと考えられた。これらのリガンドには、B細胞受容体（抗原に対する）、IgG Fc受容体、補体C3dと結合するCD21、Toll様受容体9および7（DNAや核タンパク質と結合する）、PNARがある。また、アセチルコリン受容体（胸腺筋様細胞上）やホルモンおよびホルモン結合タンパク質に対する自己抗体など、より間接的なB細胞の異常な活性化も想定される。この考え方は、T細胞-B細胞間の不調和（上述）という概念とともに、自己反応性B細胞が自己永続するという仮説の基礎となっている[22]。自発的自己免疫における自己反応性B細胞は、T細胞ヘルプ経路とB細胞受容体を介したフィードバックシグナルの両方が破壊されたために生存していると見られ、その結果、必ずしもT細胞の自己寛容性を喪失しなくとも、B細胞の自己寛容性の原因となる負のシグナルを克服できると考えられている。
- 分子擬態（英語版） - 外来抗原は、特定の宿主抗原と構造的に類似していることがある。したがって、この抗原（自己抗原を模倣する）に対して産生された抗体は、理論的には宿主抗原にも結合し、免疫応答を増幅させることができる。分子擬態という考え方は、A群β溶血性レンサ球菌に感染した後に発症するリウマチ熱との関連で生まれた。リウマチ熱は半世紀にわたって分子擬態に起因するとされてきたが、正式に同定された抗原はない（どちらかと言えば、あまりにも多くの抗原が提案されている）。さらに、この病気の複雑な組織分布（心臓、関節、皮膚、大脳基底核）は、心臓特異的な抗原がないことを提示している。この疾患が、たとえば免疫複合体、補体成分、および血管内皮の間における異常な相互作用によるものという可能性は大いに残されている。
- イディオタイプ交差反応 - イディオタイプ（英語版）とは、免疫グロブリン分子の抗原結合部位（Fab）に見られる抗原性エピトープのことである。PlotzとOldstoneは、抗ウイルス抗体のイディオタイプと問題ウイルスの宿主細胞受容体との交差反応によって自己免疫が生じる可能性があるという証拠を示した。この場合、宿主細胞受容体はウイルスの内部イメージとして想定されており、抗イディオタイプ抗体は宿主細胞と反応する可能性がある。
- サイトカイン調節不全 - 最近、サイトカインは、その機能を促進する細胞の集団（ヘルパーT細胞タイプ1およびタイプ2）に応じて、2つのグループに分けられた。タイプ2のサイトカイン（Th2サイトカイン）には、たとえばIL-4、IL-10、およびTGF-βがあり、炎症誘発性免疫応答の誇張（悪化）を防ぐ役割を担っているようである。
- 樹状細胞アポトーシス - 樹状細胞と呼ばれる免疫系細胞は、活動中のリンパ球に抗原を提示する。樹状細胞のアポトーシスに欠陥があると、不適切な全身リンパ球活性化と、その結果として、自己免疫寛容が低下する可能性がある[23]。
- エピトープスプレッディングまたはエピトープドリフト - 免疫応答が一次エピトープ標的から他のエピトープ標的へ変化したときをいう[24]。分子擬態（上述）とは対照的に、他のエピトープは一次エピトープと構造的に類似している必要はない。
- エピトープ修飾または潜在性エピトープ暴露 - この自己免疫疾患の機構は、造血系の欠陥に起因しないという点で独特である。その代わりに、この疾患は、哺乳類の非造血系細胞および臓器の糖タンパク質上に、下等真核生物および原核生物に共通する潜在的なN-グリカン（多糖）結合が露出することに起因する[25]。このような系統的に原始的なグリカンの露出は、1つまたは複数の哺乳類の自然免疫細胞受容体を活性化し、慢性的な無菌性の炎症状態を誘発する。慢性的な炎症性の細胞障害があると適応免疫系が動員され、自己抗体の産生が増加するのに伴い自己寛容性が失われる。この形態の疾患では、リンパ球の欠如が臓器損傷を促進する可能性があり、IgGの静脈内投与が治療につながる。このような自己免疫疾患への経路は、さまざまな変性疾患状態の根底にあると考えられるが、現在の所、この疾患機構を診断する方法は存在しないので、ヒトの自己免疫におけるその役割は不明である。

自己免疫疾患の病因における制御性T細胞、NKT細胞、γδT細胞などの特殊な免疫制御性細胞型の役割は、現在研究が進められている。

## 分類
自己免疫疾患は、各疾患の主要な臨床病理学的特徴に応じて、全身性、臓器特異的、または局所性の自己免疫疾患に大別される。
- 全身性自己免疫疾患には、セリアック病、エリテマトーデス、シェーグレン症候群、サルコイドーシス、強皮症、関節リウマチ、クリオグロブリン血症性血管炎（英語版）、および皮膚筋炎などがある。これらの疾患は、組織特異的ではない抗原に対する自己抗体を伴う傾向がある。したがって、多発性筋炎は多かれ少なかれ組織特異的な症状を示すものの、自己抗原はしばしば偏在するtRNA合成酵素であることから、このグループに含まれることがある。
- 局所症候群は、特定の臓器または組織に影響を及ぼす。
  - 内分泌系：1型糖尿病、橋本甲状腺炎、アジソン病
  - 消化器系：クローン病、悪性貧血
  - 皮膚科系：尋常性天疱瘡、白斑
  - 血液学系：自己免疫性溶血性貧血、特発性血小板減少性紫斑病
  - 神経学系：多発性硬化症、重症筋無力症、自己免疫性脳炎、グルテン失調症

従来の「臓器特異的」および「非臓器特異的」という分類法では、多くの疾患が自己免疫疾患として一括りにまとめられていた。しかし、ヒト慢性炎症性疾患の多くは、B細胞とT細胞による免疫病理の明確な関連性を欠いている。過去10年間で、組織の「自己に対する炎症」は、必ずしもT細胞やB細胞の異常な応答に依存しているものではないことが確固として証明されてきた。
このことから、自己免疫の範囲を、一端は古典的な自己免疫疾患で、もう一端は自然免疫系に起因する疾患という「免疫学的疾患の連続体」に沿って捉えるべきであるという最近の提案につながった。この枠組みには、自己免疫の全範囲を含めることができる。一般的なヒトの自己免疫疾患の多くは、この新しい枠組みを使用して、自然免疫を介した免疫病理を実質的に持っていることがわかる。この新しい分類法は、病気の機構を理解し、治療法を開発する上で、意義を持っている。

## 診断
自己免疫疾患の診断は、患者の正確な病歴と身体検査、および日常の臨床検査における特定の異常（たとえば、C反応性タンパク質の上昇）を背景とした疑義の高い指針に大きく依存している。
いくつかの全身性疾患では、特異的な自己抗体を検出できる血清学的分析法を使用することができる。限局性疾患は、生検標本の蛍光抗体法によって最もよく診断される。
自己抗体は多くの自己免疫疾患を診断するために用いられる。自己抗体のレベルを測定して、疾患の進行を決定することができる。

## 治療
自己免疫疾患の治療は伝統的に、免疫抑制剤、抗炎症剤、緩和療法が用いられてきた。自己免疫疾患では、炎症を抑えることが重要である。橋本甲状腺炎や1型糖尿病におけるホルモン補充などの非免疫学的療法は、自己攻撃的反応の結果を治療するもので、これらは緩和療法である。食事療法は、セリアック病の重症度を抑えることができる。 ステロイドやNSAIDによる治療は、多くの病気の炎症症状を抑える。免疫グロブリン療法（IVIG）は慢性炎症性脱髄性多発神経炎（CIDP）やギラン・バレー症候群（GBS）に使用される。TNFα拮抗薬（エタネルセプト）、B細胞除去薬（リツキシマブ）、抗IL-6受容体（トシリズマブ）、共刺激遮断薬（アバタセプト）など、特定の免疫調節療法が関節リウマチ（RA）の治療に有用であることが示されている。これらの免疫療法の中には、感染感受性などの有害作用のリスク増加に関連しているものもある。蠕虫療法は、特定の腸管内寄生線虫（蠕虫類）を患者に接種することを含む実験的アプローチである。現在は、2種類の密接に関連した治療法があり、一般に鉤虫（こうちゅう、英語版）として知られるアメリカ鉤虫（Necator americanus）、または豚鞭虫卵（ぶたべんちゅうらん、Trichuris Suis Ova）のいずれかを接種する。
T細胞ワクチン接種はまた、自己免疫疾患の将来の治療法としても検討されている。

### 栄養と自己免疫
ビタミンD／日光
- ヒトのほとんどの細胞や組織は、T細胞やB細胞を含めてビタミンD受容体を持っているので、適切なレベルのビタミンDは免疫系の調節を促進する。ビタミンDは、日光浴によって生合成され、T細胞やナチュラルキラー細胞に作用することで、免疫機能の役目を担っている。研究によると、低血清ビタミンDの低下は、多発性硬化症、1型糖尿病、全身性エリテマトーデス（一般に単にループス／狼瘡と呼ばれる）などの自己免疫疾患との関連性が示されている。ただし、ループスでは光線過敏症が起こるため、患者は日光を避けるように助言されており、これがループスで見られるビタミンD欠乏の原因となっている可能性がある。ビタミンD受容体遺伝子の多型は、自己免疫疾患の患者によく見られ、自己免疫におけるビタミンDの役割について一つの潜在的な機構を示している。1型糖尿病、ループス、および多発性硬化症におけるビタミンD補給の効果については、さまざまな証拠がある。

ω-3脂肪酸
- 研究によると、ω-3脂肪酸（おめが-さん-しぼうさん）を適切に摂取することで、自己免疫疾患の症状の原因となるアラキドン酸の影響を打ち消すことが示されている。ヒト実験や動物実験では、ω-3脂肪酸が、関節リウマチ、炎症性腸疾患、喘息、乾癬などの多くの症例で有効な治療法であることが示唆されている。
- 大うつ病は必ずしも自己免疫疾患ではないものの、その生理学的症状のいくつかは炎症性であり、本質的に自己免疫である。ω-3は、うつ病の生理学的症状を引き起こすインターフェロンガンマおよびその他のサイトカインの産生を抑制する可能性がある。これは、相反する作用を持つω-3脂肪酸とω-6脂肪酸の不均衡が、大うつ病の病因に関与しているという事実に起因する可能性がある。

プロバイオティクス／微生物叢
- 発酵乳製品に含まれるさまざまな種類の細菌や微生物叢（マイクロフローラ）、特にラクトバチルス・カゼイ（Lactobacillus casei）は、マウスの腫瘍に対する免疫応答を刺激するとともに、免疫機能を調節し、非肥満性糖尿病の発症を遅延または予防することが示されている。特にシロタ株（L. casei、LcS）はその傾向が強い。LcS株は主に欧州や日本のヨーグルトや類似商品に見られ、他の地域ではほとんど見られない。

抗酸化物質
- 乳幼児の1型糖尿病の発症にはフリーラジカルが関与しており、妊娠中に抗酸化物質を大量に摂取することでリスクを低減できるという学説が立てられていた。しかし、1997年から2002年にかけて、フィンランドの病院で実施された研究では、抗酸化物質の摂取量と糖尿病リスクの間に、統計的に有意な相関関係はないと結論付けられた。この研究では、正確な測定やサプリメントの使用ではなく、質問票により食物摂取量をモニタリングし、それに基づいた抗酸化物質の摂取量が推定された。

## 参照項目
- 自己免疫疾患
- 保護的自己免疫（英語版） - 適応免疫系の細胞が組織の機能的完全性の維持に貢献したり、障害後の組織の修復を促進したりする状態
- 精神神経免疫学